# Тріна Гуллівер
Катріна Елізабет 'Тріна' Гуллівер (англ. Trina Gulliver, нар. 30 листопада 1969, Ройял Лемінгтон Спа, Англія) — англійська професійна дартсменка, 10-разова чемпіонка світу BDO серед жінок.

## Кар'єра
Гуллівер почала виступати на чемпіонатах світу BDO з першого турніру (2001) і залишалася на них непереможеною до 2008 року, завоювавши сім чемпіонських титулів поспіль (2001—2007).